# استربلوگناتوس
استربلوگناتوس (نام علمی: Streblognathus) نام یک سرده از زیرخانواده مورچه‌های کمرباریک است.